# Atomaria peltata
Atomaria peltata är en skalbaggsart som beskrevs av Ernst Gustav Kraatz 1853. Atomaria peltata ingår i släktet Atomaria, och familjen fuktbaggar. Arten är reproducerande i Sverige.